# 마과
마과(-科, 학명: Dioscoreaceae 디오스코레아케아이[*])는 마목의 과이다.
주로 열대에 많지만, 난대나 온대에도 분포하며, 전 세계에 4속의 648종 가량이 알려져 있다. 한국에는 도꼬로마·단풍마·국화마·마·참마 등의 모두 마속인 12종이 자란다.
뿌리는 육질로서 갈아서 식용하기도 하는데, 마속 이외의 것도 식용이나 약용으로 이용된다.

## 하위 분류
- 마속(Dioscorea Plum. ex L.)
- 타카속(Tacca J.R.Forst. & G.Forst.)
- Stenomeris Planch.
- Trichopus Gaertn.